# Simon Rattle
Sir Simon Denis Rattle OM CBE (sinh ngày 19 tháng 1 năm 1955) là một nhạc trưởng người Anh.
Ông đã nổi tiếng trên toàn thế giới trong những năm 1980 và 1990, khi đang làm Giám đốc Âm nhạc của Dàn nhạc Giao hưởng Birmingham (1980–98). Rattle là nhạc trưởng chính của Dàn nhạc Berlin Philharmonic (Berliner Philharmoniker) từ năm 2002, và có kế hoạch rời vị trí của mình vào khi kết thúc hợp đồng hiện tại của mình vào năm 2018.
Theo công bố vào tháng 3 năm 2015, Rattle sẽ trở thành Giám đốc âm nhạc của Dàn nhạc Giao hưởng London từ tháng 9 năm 2017.
Vào ngày 11 tháng 2 năm 2021, hãng tin BBC thông báo ông sẽ rời Dàn nhạc Giao hưởng London để làm Giám đốc âm nhạc của Dàn nhạc Giao hưởng Đài phát thanh Bavaria (Bavarian Radio Symphony Orchestra) vào năm 2023.
Là một người ủng hộ nhiệt tình của Music Education, ông cũng là người bảo trợ Dàn nhạc Giao hưởng Thành phố Birmingham (City of Birmingham Symphony Orchestra - CBSO), được sắp xếp trong nhiệm kỳ của ông với CBSO vào giữa những năm 1990. Dàn nhạc Trẻ bây giờ là dưới sự bảo trợ của các dịch vụ kinh doanh từ thiện cho Giáo dục.

## Thiếu thời
Simon Rattle được sinh ra ở Liverpool, con trai của Pauline Lila Violet (Greening) và Denis Guttridge Rattle, một trung úy trong RNVR trong Thế chiến II. Ông được đào tạo tại Trường Liverpool. Mặc dù Rattle học piano và violin, nhưng công việc đầu tiên của ông với dàn nhạc là một người chơi nhạc cụ gõ cho Dàn nhạc giao hưởng Trẻ Merseyside (nay là Dàn nhạc giao hưởng Trẻ Liverpool). Ông tham gia Học viện Âm nhạc Hoàng gia (nay là một phần của Đại học London), vào năm 1971. Ở đó, các giáo viên của ông bao gồm John Carewe. Năm 1974, năm tốt nghiệp của ông, Rattle đã giành chiến thắng Cuộc thi Chỉ huy Quốc tế John Player.
Sau khi tổ chức và biểu diễn Bản giao hưởng thứ hai của Mahler khi còn ở Học viện, tài năng của ông được phát hiện bởi đại diện âm nhạc Martin Campbell-White, của Harold Holt Ltd (nay là Askonas Holt Ltd), người đã dẫn dắt sự nghiệp của Rattle. Ông đã dành năm học 1980/81 tại trường St Anne's College, Oxford để học tiếng Anh và văn học. Ông cũng bị thu hút bởi trường đại học này nhờ danh tiếng của Dorothy Bednarowska, Hội viên và là thầy phụ đạo môn tiếng Anh. Ông được bầu là Uỷ viên danh dự của St Anne vào năm 1991. Ông được nhận vào học vị Tiến sĩ Âm nhạc danh dự của Đại học Oxford năm 1999.

## Dàn nhạc Berlin Philharmonic
Rattle xuất hiện lần đầu với Dàn nhạc Berlin Philharmonic (BPO) vào năm 1987, trong một buổi biểu diễn của Bản giao hưởng số 6 của Gustav Mahler. Năm 1999, Rattle được bổ nhiệm làm người kế vị Claudio Abbado làm nhạc trưởng chính của dàn nhạc. Cuộc gặp mặt, được quyết định trong một cuộc bỏ phiếu ngày 23 tháng 6 bởi các thành viên của dàn nhạc, đã phần nào gây tranh cãi, vì một số thành viên của dàn nhạc đã được đồn đại trước đó là ưa thích Daniel Barenboim làm người kế vị. Tuy nhiên, Rattle đã giành được vị trí và tiếp tục giành chiến thắng trước những lời người gièm pha của mình bằng cách từ chối ký hợp đồng cho đến khi ông đảm bảo rằng mọi thành viên của dàn nhạc được trả công bằng, và dàn nhạc sẽ giành được sự độc lập về nghệ thuật từ Thượng viện Berlin.
Trước khi rời Đức và vào lúc ông xuất hiện, Rattle đã gây nhiều tranh cãi về thái độ của người Anh đối với văn hóa nói chung và đặc biệt là các nghệ sĩ của phong trào Britart, cùng với sự tài trợ của nhà nước cho văn hóa ở Anh.
Kể từ khi được bổ nhiệm, Rattle đã tổ chức lại Dàn nhạc Berlin Philharmonic thành một tổ chức, có nghĩa là các hoạt động của nó nằm dưới sự kiểm soát của các thành viên hơn là các chính trị gia. Ông cũng đảm bảo rằng tiền lương của các thành viên dàn nhạc đã tăng lên đáng kể, sau khi bị thụt giảm trong vài năm trước. Ông đã trình diễn buổi hòa nhạc đầu tiên với tư cách Chỉ huy chính của BPO vào ngày 7 tháng 9 năm 2002, biểu diễn tiên phong cho Bản giao hưởng số 5 của Thomas Adès Asyla và Mahler, các buổi biểu diễn đã nhận được nhiều lời khen ngợi từ báo chí trên toàn thế giới; và được thu âm thành CD và DVD bởi EMI. Các dự án hợp tác sớm trong cộng đồng Berlin với Rattle và BPO đã tham gia dàn dựng buổi diễn Nghi lễ mùa xuân của Stravinsky và một dự án điện ảnh Máu trên sàn của Mark-Anthony Turnage. Ông cũng đã tiếp tục chinh phục nhạc đương đại ở Berlin. Dàn nhạc đã thành lập bộ phận giáo dục đầu tiên trong nhiệm kỳ của Rattle.
Phê bình về nhiệm kỳ của Rattle với BPO đã bắt đầu xuất hiện sau mùa diễn đầu tiên của họ với nhau, và tiếp tục trong mùa thứ hai của họ. Rattle tự tuyên bố trong năm 2005 rằng mối quan hệ của mình với các nhạc sĩ BPO đôi khi có thể là "hỗn loạn", nhưng cũng "không bao giờ đến mức phá hoại như vậy".
Năm 2006, một cuộc tranh luận mới bắt đầu trên báo chí Đức về chất lượng các buổi hòa nhạc của Rattle với BPO, với sự chỉ trích của nhà phê bình người Đức là Manuel Brug ở Die Welt. Một nhạc sĩ đã viết cho báo chí để bảo vệ Rattle là nghệ sĩ dương cầm Alfred Brendel. Năm 2007, bản thu âm BPO/Rattle với tác phẩm Ein deutsches Requiem của Brahms đã nhận được giải thưởng đĩa hát hợp xướng hay nhất của Dàn nhạc do Đài FM Classic.
Rattle ban đầu được ký hợp đồng chỉ huy BPO đến năm 2012, nhưng vào tháng 4 năm 2008, các nhạc sĩ BPO đã bỏ phiếu để gia hạn hợp đồng của mình với tư cách là nhạc trưởng chính trong mười năm tới vào năm 2018. Vào tháng 1 năm 2013, ông đã thông báo rằng ông sẽ không gia hạn hợp đồng của mình sau mùa diễn 2018.
UNICEF đã bổ nhiệm Rattle và BPO là Đại sứ thiện chí vào tháng 11 năm 2007. [30] Ông là một người bảo trợ của quỹ Elton John AIDS